# Altaardwaal

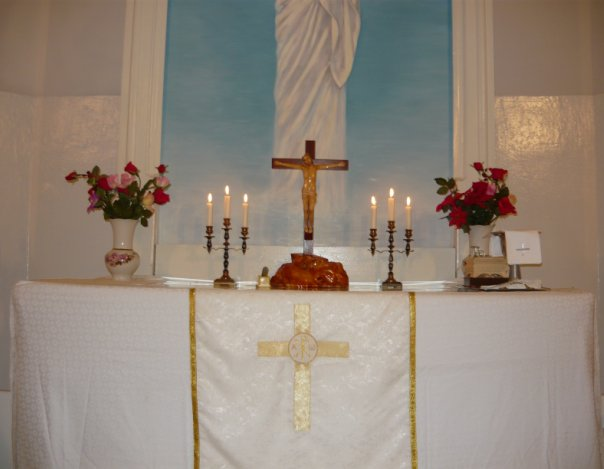
Altaardwaal

Een altaardwaal of dwaal (mappa in het Latijn) is een drievoudig wit linnen doek dat over het altaar wordt gespreid en er langs weerszijden van afhangt. Aanvankelijk waren er vijf kruisen op geborduurd.
Deze dwaal staat symbool voor de lijkwade waarin het lichaam van Christus werd gewikkeld.